# 史丹利·米勒
史丹利·勞埃德·米勒（英語：Stanley Lloyd Miller，1930年3月7日—2007年5月20日）是一位美國化學家和生物學家，以生命起源的無生源論研究而聞名，尤其是以證明有机化合物可從簡單的無機分子經由化學反應形成的米勒-尤里实验而聞名於世。不過，至今被用於該實驗的氣體狀況可能仍無法準確表現太古地球大氣層狀況。

## 生平
米勒生於美國加州奧克蘭，1951年獲得加州大學柏克萊分校學士學位，之後進入芝加哥大學師從諾貝爾化學獎得主哈羅德·尤里，於1954年獲得化學博士學位。
米勒獲得博士學位以後於1954到1955年間在加州理工學院進行研究，之後進入紐約哥倫比亞大學生物化學系任職5年，1960年回到加州進入聖地牙哥加州大學化學系任教，1968年升任正教授。
米勒於2007年逝世。

## 研究
米勒的研究主要是生命的起源，並且被認為是天體生物學的先驅，以及籠形水合物自然生成、麻醉的整體機制。米勒還是開創性的米勒-尤里实验參與者。1950年代尤里猜測地球太古大氣層可能類似現在木星大氣層一樣富含氨、甲烷和氫。米勒在芝加哥大學尤里的實驗室進行研究時證明這些氣體暴露在放電等能量源時，這些物質和水會產生反應，形成生命物質所必須的胺基酸。類似的想法早在1920年代就由俄國化學家亚历山大·伊万诺维奇·奥巴林和英國科學家约翰·伯顿·桑德森·霍尔丹提出。自該實驗之後一直有反對意見認為古代地球大氣可能和兩人假設的不同，而米勒也承認這一點。
2008年科學家發現了米勒早期進行該實驗的儀器，並使用更精確的後端技術分析實驗的物質。該實驗包含了先前未報告過的其他環境的模擬，例如火山爆發釋放入大氣層的氣體。之後的分析發現了更多種的胺基酸和其他讓人感興趣的化合物。
1828年德國化學家弗里德里希·维勒成功合成當時被認為只能由活的生物體合成的有機物質尿素。這讓人們認識到，有機分子是否由生命體合成並沒有明顯的區別。米勒的實驗進一步顯示基礎的生物分子可以經由簡單的物理過程合成，並顯示早期地球生命起源的第一步是來自無機物並非不可能。

## 榮譽與獎項
- 美國國家科學院院士
- 奧巴林獎章

## 外部連結
- 'Lost' Miller-Urey experiment created more of life's building blocks （页面存档备份，存于）
- Miller-Urey Experiment, UCSD TV （页面存档备份，存于）
- „Stanley Miller, Who Examined Origins of Life, Dies at 77“ （页面存档备份，存于）, New York Times, 23. Mai 2007